# Halictus leleji
Halictus leleji är en biart som först beskrevs av Pesenko 2006.  Halictus leleji ingår i släktet bandbin, och familjen vägbin. Inga underarter finns listade i Catalogue of Life.